# قوائم فرق كأس التحدي الآسيوي 2012
تقدم هذه الصفحة قوائم الفرق المشاركة في كأس التحدي الآسيوي 2012 في نيبال، والتي تقام من 8 إلى 19 مارس 2012.

## المجموعة 1

### نيبال
حارس مرمى
- بيكاش مالا
- كيران تشيمزونغ
- ريتيش ثابا

مدافع
- رابين شريسثا
- بيراج ماهارجان
- ديباك بهوشال
- روهيت تشاند
- سانديب راي
- ساغار ثابا
- جيتيندرا كاركي
- سابيندرا شريسثا

لاعب وسط
- نيراجان خادكا
- راجو تامانغ
- بهولا سيلوال
- تانكا باسنيت

مهاجم
- سانتوش ساهوخالا
- أنيل غورونغ
- جو مانو راي
- غانيش لاواتي
- بهارات خاواس

### تركمانستان
حارس مرمى
- رحمنبردي عليهانوف
- ماميد أورازمحمدوف

مدافع
- حمايات كوميكوف
- غوتشغولي غوتشغولييف
- سردار أناورازوف
- غوفانشت رجبوف
- شهرت سويونوف
- دافيد ساركيسوف
- رحيمبردي بالتاييف
- أخميرات جومانازاروف

لاعب وسط
- رسلان مينغازوف
- بغتيار حوجا أحمدوف
- ديدار دوردييف
- نزار تشولييف
- أحمد عطاييف
- غوفانشت هانغلدييف
- إلمان تاغاييف
- أوميجان أستانوف

مهاجم
- بردي شاميروف
- أرسلانميرات أمانوف
- غاهيرمانبردي تشونكاييف
- غوفانشت أبيلوف

### المالديف
حارس مرمى
- عاطف أحمد
- محمد يامان
- عمران محمد

مدافع
- أحمد عبد الله
- محمد سيفان
- محمد عمير
- أكرم عبد الغني
- فاروهاد إسماعيل
- محمد تسنيم
- عبد الله إبراهيم

لاعب وسط
- إبراهيم فضيل
- محمد عارف
- ريلوان وحيد
- أحمد شفيو
- مختار نصير
- نشيد أحمد
- حسين نياز محمد

مهاجم
- علي إشفاق
- أشاد علي
- محمد رشيد
- حسن أدهوهام
- أحمد ثوريك

### فلسطين
حارس مرمى
- توفيق علي
- محمد شبير
- رمزي صالح

مدافع
- عبد اللطيف البهداري
- موسى أبو جزر
- أحمد حربي
- أحمد سلامة
- نديم البرغوثي
- خالد مهدي
- سامر هلسي

لاعب وسط
- أشرف نعمان
- حسام وادي
- محمد سمارة
- حسام أبو صالح
- عبد الحميد أبو حبيب
- خضر يوسف
- مراد إسماعيل
- أحمد ماهر
- معالي كوارع

مهاجم
- فهد عتال
- علاء عطية
- خالد سالم
- محمد جمال